# Chefe de Justiça

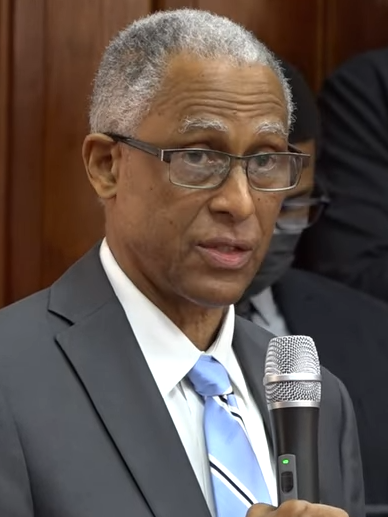
Chefe de justiça Adrian Dudley Saunders em 2022.

Chefe de Justiça é um presidente de uma corte suprema em qualquer um dos muitos países com um sistema de justiça baseado na common law inglesa, como a Suprema Corte da Austrália, a Suprema Corte do Canadá, a Suprema Corte do Gana, a Corte de Apelações Finais de Hong Kong, a Supremo Tribunal da Índia, a Supremo Tribunal da Irlanda, a Suprema Corte do Japão, a Suprema Corte do Nepal, a Suprema Corte da Nova Zelândia, a Suprema Corte da Nigéria, a Suprema Corte do Paquistão, a Suprema Corte das Filipinas, a Suprema Corte de Cingapura, a Suprema Corte dos Estados Unidos, e supremos tribunais/tribunais estaduais ou provinciais.